# 楢﨑明智
楢﨑 明智（ならさき めいち、1999年5月13日 - ）は、日本のスポーツクライマー。栃木県宇都宮市出身。
小学校2年からクライミングを始め、中学校では世界大会にも参戦。
海外遠征も多いクライミング競技と学業との両立のため、地元県立高校から第一学院高等学校に転入。
2018年11月、鳥取県倉吉市で開催された「クライミング アジア選手権　ボルダリング・複合種目」で優勝する。身長186cm。TEAMau所属。兄楢﨑智亜もクライマー。

## 主な戦績

### 国内大会
- JOCジュニアオリンピックカップ大会
  - 2012年（第15回）ユースC：リード 1位
  - 2014年（第17回）ユースB：リード 1位
- ユース選手権
  - 2016年　ユースA：リード 1位
  - 2017年　ジュニア：ボルダリング 1位
  - 2018年　ジュニア：リード、ボルダリング 1位

### アジア大会・世界大会
| 開催年月   | 大会名                                  | 競技種目 | 競技種目     | 競技種目 | 競技種目 |
| 開催年月   | 大会名                                  | リード   | ボルダリング | スピード | 複合     |
| ---------- | --------------------------------------- | -------- | ------------ | -------- | -------- |
| 2013年12月 | アジアユース選手権（ユースB）           | 2位      |              |          |          |
| 2014年9月  | 世界ユース選手権（ユースB）             | 4位      |              |          |          |
| 2016年9月  | 世界選手権 フランス：パリ               | 29位     |              |          |          |
| 2016年11月 | 世界ユース選手権（ユースA）             | 6位      | 14位         |          |          |
| 2017年7月  | アジアユース選手権（ジュニア）          | 1位      | 1位          | 6位      |          |
| 2017年8月  | 世界ユース選手権（ジュニア）            | 2位      | 2位          | 17位     | 1位      |
| 2018年8月  | 世界ユース選手権（ジュニア）            | 1位      | 1位          | 21位     |          |
| 2018年9月  | 世界選手権 オーストリア：インスブルック | 4位      | 37位         | 42位     |          |
| 2018年11月 | アジア選手権                            | 6位      | 1位          | 18位     | 1位      |
| 2019年8月  | 世界選手権 日本：八王子                 | 12位     | 13位         | 38位     | 5位      |
| 2019年12月 | 東京五輪予選                            |          |              |          | 3位      |

### ワールドカップ
ボルダリング
- 2017年　ベイル 2位

リード
- 2019年　ヴィラール 5位、廈門 6位

### 国際大会
ボルダリング
- 2017年　チャイナオープン広州 5位
- 2018年　FISE World Series Hiroshima 1位